# Басалаєв Володимир Сергійович
Володимир Сергійович Басалаєв (рос. Владимир Сергеевич Басалаев; 12 серпня 1945, Курськ — 28 березня 2019) — радянський футболіст, що грав на позиції захисника.
Виступав за клуби «Локомотив» (Москва) та «Динамо» (Москва), а також національну збірну СРСР.

## Клубна кар'єра
У дорослому футболі дебютував 1965 року виступами за команду клубу «Локомотив» (Москва), в якій провів шість сезонів, взявши участь у 137 матчах чемпіонату. Більшість часу, проведеного у складі московського «Локомотива», був основним гравцем захисту команди.
1971 року перейшов до клубу «Динамо» (Москва), за який відіграв 5 сезонів. Граючи у складі московського «Динамо» також здебільшого виходив на поле в основному складі команди. Завершив професійну кар'єру футболіста виступами за команду «Динамо» Москва у 1975 році.

## Виступи за збірну
Влітку 1968 року взяв участь у двох товариських матчах у складі національної збірної СРСР, після чого до її лав не залучався.
| Дата       | Місто     | Господарі | Результат | Гості   | Турнір           | Голи | Примітки |
| ---------- | --------- | --------- | --------- | ------- | ---------------- | ---- | -------- |
| 16/06/1968 | Ленінград | СРСР      | 3 – 1     | Австрія | товариський матч | -    | 46'      |
| 01/08/1968 | Гетеборг  | Швеція    | 2 – 2     | СРСР    | товариський матч | -    |          |
| Усього     |           | Матчів    | 2         |         | Голів            | 0    |          |